# Eleição municipal de Duque de Caxias em 2020
A eleição municipal da cidade de Duque de Caxias em 2020 ocorreu no dia 15 de novembro (primeiro turno) com o objetivo de eleger um prefeito, um vice-prefeito, e 29 vereadores responsáveis pela administração da cidade para o mandato a se iniciar em 1° de janeiro de 2021 e com término em 31 de dezembro de 2024. 
Originalmente, as eleições ocorreriam em 4 de outubro (primeiro turno) e 25 de outubro (segundo turno), porém, com o agravamento da pandemia do novo coronavírus (SARS-CoV-2), causador da Covid-19, as datas foram modificadas com a promulgação da Emenda Constitucional nº 107/2020.
O processo eleitoral de 2020 está marcado pela sucessão para o cargo ocupado pelo atual prefeito Washington Reis, do MDB, que assumiu o Paço Municipal após ser eleito em 2016 e está apto para concorrer à reeleição.
Nove candidaturas foram apresentadas à disputa pela prefeitura. Com 52,55% dos votos válidos, o atual prefeito Washington Reis, do MDB, foi reeleito ainda em primeiro turno, derrotando os deputados estaduais Marcelo Dino, do PSL, que obteve 17,65%, e Dica, do PL, que recebeu 10,03% dos votos válidos, enquanto que a ex-deputada federal Andreia Zito (PP) terminou em quarto lugar, com 9,96%. A vitória de Reis nas urnas, porém, só foi confirmada em 4 de dezembro após o Tribunal Superior Eleitoral aceitar o recuso apresentado por ele, que teve a candidatura indeferida pelo Tribunal Regional Eleitoral a três dias da eleição com base na Lei da Ficha Limpa devido a uma condenação no Supremo Tribunal Federal por crime ambiental em 2016.

## Contexto político e pandemia
As eleições municipais de 2020 estão sendo marcadas, antes mesmo de iniciada a campanha oficial, pela pandemia do coronavírus SARS-CoV-2 (causador da COVID-19), o que está fazendo com que os partidos remodelem suas metodologias de pré-campanha. O Tribunal Superior Eleitoral (TSE) autorizou os partidos a realizarem as convenções para escolha de candidatos aos escrutínios por meio de plataformas digitais de transmissão, para evitar aglomerações que possam proliferar o vírus. Alguns partidos recorreram a mídias digitais para lançar suas pré-candidaturas. Além disso, a partir deste pleito, será colocada em prática a Emenda Constitucional 97/2017, que proíbe a celebração de coligações partidárias para as eleições legislativas, o que pode gerar um inchaço de candidatos ao legislativo. Conforme reportagem publicada pelo jornal Brasil de Fato em 11 de fevereiro de 2020, o país poderá ultrapassar a marca de 1 milhão de candidatos a prefeito, vice-prefeito e vereador neste escrutínio, o que não seria necessariamente bom, na opinião do professor Carlos Machado, da UnB (Universidade de Brasília): “Temos o hábito de criticar de forma intensa a coligação partidária, sem parar para refletir sobre os elementos positivos dela. O número de candidatos que um partido pode apresentar numa eleição, varia se ele estiver dentro de uma coligação, porque quando os partidos participam de uma coligação, eles são considerados como um único partido", afirmou Machado na reportagem.

## Candidaturas à Prefeitura de Duque de Caxias
| Candidato(a) a prefeito(a)                                                            | Candidato(a) a prefeito(a) | Candidato(a) a vice-prefeito(a) | Número | Coligação | Fontes |
| ------------------------------------------------------------------------------------- | -------------------------- | ------------------------------- | ------ | --- | ------ |
|                                                                                       | Andreia Zito PP            | André Campista PP               | 11     | Sem Coligação | [ 5 ]  |
|                                                                                       | Aluízio Júnior PT          | Luciano Guimarães PT            | 13     | Sem Coligação | [ 6 ]  |
|                                                                                       | Washington Reis MDB        | Wilson Miguel MDB               | 15     | Caxias no Rumo Certo MDB, PODE, DEM, Avante, Patriota, Cidadania, Republicanos, PSD, PTC, PROS, PTB, PMB, Solidariedade e DC | [ 7 ]  |
|                                                                                       | Marcelo Dino PSL           | Wendell PSDB                    | 17     | Unidos Para Transformar Caxias PSL e PSDB                                                                                    | [ 8 ]  |
|                                                                                       | Dica PL                    | Thiago Barreto PMN              | 22     | Loucos Por Caxias PL e PMN                                                                                                   | [ 9 ]  |
|                                                                                       | Zumba PSB                  | Leonardo Bruno PDT              | 40     | Juntos Por Caxias PSB e PDT                                                                                                  | [ 10 ] |
|                                                                                       | Professor Gutemberg PV     | Professor Pedro Paulo PV        | 43     | Sem Coligação | [ 11 ] |
|                                                                                       | Ivanete Silva PSOL         | Michelly Xavier PSOL            | 50     | Unidade de Esquerda PSOL e UP                                                                                                | [ 12 ] |
|                                                                                       | Samuel Maia PCdoB          | Adriana Gomes PCdoB             | 65     | Sem Coligação | [ 13 ] |
| Apresentação de acordo com a ordem da propaganda eleitoral e representação partidária |                            |                                 |        | |        |

## Transmissão
A veiculação da propaganda eleitoral gratuita entre 9 de outubro e 12 de novembro, em bloco e inserções na televisão, vai ao ar pelo RecordTV Rio, que não exibia os candidatos de Caxias desde a eleição de 2004.

## Pesquisas eleitorais

#### Outubro
| Instituto de pesquisa           | Reis (MDB) | Dino (PSL) | Dica (PL) | Andreia (PP) | Ivanete (PSOL) | Aluizio (PT) | Gutemberg (PV) | Maia (PCdoB) | Zumba (PSB) | Brancos/Nulos | Não Sabe |
| ------------------------------- | ---------- | ---------- | --------- | ------------ | -------------- | ------------ | -------------- | ------------ | ----------- | ------------- | -------- |
| Real Time Big Data (30/10/2020) | 31%        | 6%         | 6%        | 5%           | 4%             | 2%           | 2%             | 1%           | 1%          | 24%           | 18%      |

## Resultados

### Prefeitura
| Candidato(a)           | Candidato(a)             | Vice                       | 1º turno 15 de novembro de 2020 | 1º turno 15 de novembro de 2020 |
| Candidato(a)           | Candidato(a)             | Vice                       | Total                           | Porcentagem                     |
| ---------------------- | ------------------------ | -------------------------- | ------------------------------- | ------------------------------- |
|                        | Washington Reis (MDB)    | Wilson Miguel (MDB)        | 212.354                         | 52,55%                          |
|                        | Marcelo Dino (PSL)       | Wendell (PSDB)             | 71.335                          | 17,65%                          |
|                        | Dica (PL)                | Thiago Barreto (PMN)       | 40.517                          | 10,03%                          |
|                        | Andreia Zito (PP)        | André Campista (PP)        | 40.261                          | 9,96%                           |
|                        | Ivanete Silva (PSOL)     | Michelly Xavier (PSOL)     | 17.251                          | 4,27%                           |
|                        | Aluízio Júnior (PT)      | Luciano Guimarães (PT)     | 10.854                          | 2,69%                           |
|                        | Zumba (PSB)              | Leonardo Bruno (PDT)       | 8.510                           | 2,11%                           |
|                        | Professor Gutemberg (PV) | Professor Pedro Paulo (PV) | 2.469                           | 0,61%                           |
|                        | Samuel Maia (PCdoB)      | Adriana Gomes (PCdoB)      | 582                             | 0,14%                           |
| Total de votos válidos | Total de votos válidos   | Total de votos válidos     | 404.133                         | 100%                            |
| → Votos em branco      | → Votos em branco        | → Votos em branco          | 34.515                          | 6,87%                           |
| → Votos nulos          | → Votos nulos            | → Votos nulos              | 63.899                          | 12,72%                          |
| Total de votos         | Total de votos           | Total de votos             | 502.547                         | 77,37%                          |
| Abstenções             | Abstenções               | Abstenções                 | 155.453                         | 23,63%                          |
| Total de inscritos     | Total de inscritos       | Total de inscritos         | 658.000                         | 100%                            |

### Vereadores eleitos
| Candidato(a) | Candidato(a)                  | Partido       | Votos  | Cidade de origem | Unidade federativa/País |
| ------------ | ----------------------------- | ------------- | ------ | ---------------- | ----------------------- |
|              | Serginho                      | MDB           | 12.078 | Duque de Caxias  | Rio de Janeiro          |
|              | Carlinhos Da Barreira         | MDB           | 10.454 | Duque de Caxias  | Rio de Janeiro          |
|              | Marcos Tavares                | Avante        | 7.908  | Duque de Caxias  | Rio de Janeiro          |
|              | Sandro Lelis                  | MDB           | 7.839  | Duque de Caxias  | Rio de Janeiro          |
|              | Delza De Oliveira             | PATRIOTA      | 7.642  | Duque de Caxias  | Rio de Janeiro          |
|              | Celso Do Alba                 | MDB           | 7.517  | Duque de Caxias  | Rio de Janeiro          |
|              | Arthur Monteiro               | DEM           | 6.209  | Duque de Caxias  | Rio de Janeiro          |
|              | Danilo Do Mercado             | MDB           | 6.080  | Duque de Caxias  | Rio de Janeiro          |
|              | Junior Reis                   | MDB           | 5.339  | Itaperuna        | Rio de Janeiro          |
|              | Eduardo Moreira               | PT            | 5.339  | Duque de Caxias  | Rio de Janeiro          |
|              | Claudio Thomaz                | DEM           | 5.304  | Duque de Caxias  | Rio de Janeiro          |
|              | Chiquinho Caipira             | DEM           | 5.298  | Duque de Caxias  | Rio de Janeiro          |
|              | Anderson Lopes                | Republicanos  | 5.080  | Rio de Janeiro   | Rio de Janeiro          |
|              | Clovinho Sempre Junto         | PATRIOTA      | 5.048  | Duque de Caxias  | Rio de Janeiro          |
|              | Valdecy Nunes                 | PATRIOTA      | 4.870  | Duque de Caxias  | Rio de Janeiro          |
|              | Junior Uios                   | DEM           | 4.831  | Duque de Caxias  | Rio de Janeiro          |
|              | Marquinho Da Pipa             | MDB           | 4.161  | Duque de Caxias  | Rio de Janeiro          |
|              | Aquiciley Filho Adão Do Campo | Republicanos  | 4.106  | Duque de Caxias  | Rio de Janeiro          |
|              | Leide                         | Republicanos  | 3.723  | São Luís         | Maranhão                |
|              | Vitinho Grandão               | Solidariedade | 3.410  | Duque de Caxias  | Rio de Janeiro          |
|              | Boquinha                      | Solidariedade | 3.341  | Rio de Janeiro   | Rio de Janeiro          |
|              | Sandro Do Sindicato           | Solidariedade | 3.247  | Duque de Caxias  | Rio de Janeiro          |
|              | Zezinho Do Mineirão           | PSL           | 2.914  | Duque de Caxias  | Rio de Janeiro          |
|              | Catiti                        | Avante        | 2.893  | Rio de Janeiro   | Rio de Janeiro          |
|              | Moises Neguinho               | PMB           | 2.788  | Duque de Caxias  | Rio de Janeiro          |
|              | Quinzé                        | PL            | 2.364  | Rio de Janeiro   | Rio de Janeiro          |
|              | Jackson Wagner                | PSD           | 2.348  | Duque de Caxias  | Rio de Janeiro          |
|              | Michel Vila Nova              | PSDB          | 2.232  | Duque de Caxias  | Rio de Janeiro          |
|              | Deisi Do Seu Dino             | PSL           | 1.985  | Duque de Caxias  | Rio de Janeiro          |
| Fontes:      |                               |               |        |                  |                         |

#### Vereadores eleitos por partido
|                        |                        |                 |                 |         |         |
| Nº                     | Partido                | Votos populares | Votos populares | Vagas   | ±       |
| Nº                     | Partido                | Votos           | %               | Vagas   | ±       |
| 15                     | MDB                    | 85.272          | 19,49%          | 7       | 4       |
| 25                     | DEM                    | 45.431          | 10,38%          | 4       | 3       |
| 51                     | PATRIOTA               | 43.533          | 9,95%           | 3       | 3       |
| 77                     | Solidariedade          | 38.830          | 8,87%           | 3       | 2       |
| 10                     | Republicanos           | 37.207          | 8,5%            | 3       | 2       |
| 70                     | Avante                 | 32.148          | 7,35%           | 2       | Estável |
| 17                     | PSL                    | 22.136          | 5,06%           | 2       | Estável |
| 35                     | PMB                    | 19.422          | 4,44%           | 1       | 1       |
| 13                     | PT                     | 18.498          | 4,23%           | 1       | 1       |
| 22                     | PL                     | 17.889          | 4,09%           | 1       | Estável |
| 55                     | PSD                    | 17.389          | 3,97%           | 1       | Estável |
| 45                     | PSDB                   | 14.250          | 3,26%           | 1       | 1       |
| 50                     | PSOL                   | 10.321          | 2,36%           | 0       | -       |
| 11                     | PP                     | 8.718           | 1,99%           | 0       | 3       |
| 14                     | PTB                    | 8.584           | 1,96%           | 0       | -       |
| 33                     | PMN                    | 8.093           | 1,85%           | 0       | -       |
| 12                     | PDT                    | 4.858           | 1,11%           | 0       | 2       |
| 40                     | PSB                    | 2.753           | 0,63%           | 0       | -       |
| 43                     | PV                     | 1.303           | 0,3%            | 0       | 1       |
| 80                     | UP                     | 489             | 0,11%           | 0       | -       |
| 16                     | PSTU                   | 256             | 0,06%           | 0       | -       |
| 65                     | PCdoB                  | 213             | 0,05%           | 0       | 1       |
| Total de votos válidos | Total de votos válidos | 437.593         | 87,08%          | 29      | 29      |
| Votos em branco        | Votos em branco        | 24.470          | 4,87%           | 29      | 29      |
| Votos nulos            | Votos nulos            | 38.504          | 7,66%           | 29      | 29      |
| Total de votos         | Total de votos         | 502.547         | 76,37%          | 29      | 29      |
| Abstenções             | Abstenções             | 155.453         | 23,63%          | 29      | 29      |
| Eleitorado apto        | Eleitorado apto        | 658.000         | 658.000         | 658.000 | 658.000 |
| Fontes:                |                        |                 |                 |         |         |